# Nassinia petaviaria
Nassinia petaviaria là một loài bướm đêm trong họ Geometridae.